# Nina Almlöf
Anette Nina Pececnik Almlöf, född Lundholm 26 april 1977 i Ed, är en svensk skådespelare.
Hon medverkade i Sunes jul (1991) och Sunes sommar (1993), där hon spelade Sunes storasyster Anna. Almlöf arbetar som sjuksköterska i verkliga livet och är gift och har barn.

## Filmografi
- 1991 – Sunes jul (TV-serie)
- 1993 – Sunes sommar